# Ribeirão Caladinho
O ribeirão Caladinho é um curso de água que nasce e deságua no município brasileiro de Coronel Fabriciano, no interior do estado de Minas Gerais. Sua nascente se encontra nas proximidades do bairro Caladinho, percorrendo cerca de 12 quilômetros até a foz no rio Piracicaba, no bairro Santa Terezinha II. Sua sub-bacia, quase totalmente contida em área urbana, conta com 9 km².
A poluição e a ocupação desordenada das áreas adjacentes, ocorrida principalmente no decorrer do século XX, resultaram em uma tendência a enchentes durante eventos de cheias. Tais situações tentam ser amenizadas mediante projetos de educação ambiental nas escolas da cidade e com obras de drenagem e de abertura de galerias, realizadas principalmente após os anos 2000.

## Ocupação das margens e geografia

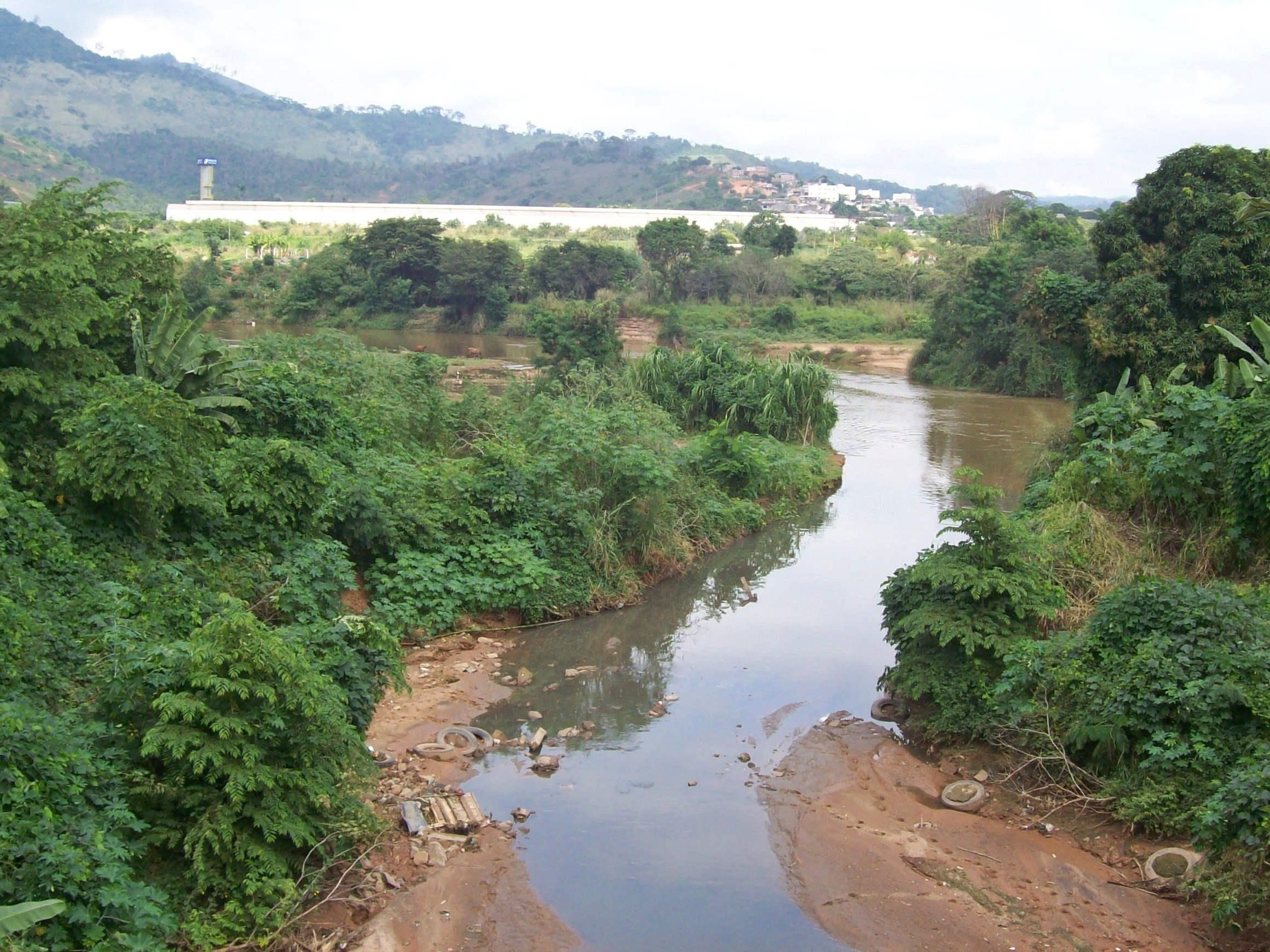
Foz do ribeirão no rio Piracicaba

A urbanização da área da sub-bacia do ribeirão Caladinho teve início na década de 1960, quando ocorreu a ocupação das regiões dos atuais bairros Caladinho e Santa Terezinha II. O nome do curso homenageia a primeira denominação recebida pela atual região central de Coronel Fabriciano, Calado. Anteriormente, na década de 1950, essa área passou por um processo de terraplenagem para a implantação da BR-381 (antiga MG-4). A rodovia cortava a cidade através da Avenida Presidente Tancredo de Almeida Neves, porém o trecho sob concessão federal foi municipalizado após ser transferido para fora do perímetro urbano.
Muitos dos primeiros loteamentos de Coronel Fabriciano estavam situados às margens dos cursos hidrográficos e, de maneira geral, a ocupação da área da sub-bacia ocorreu sem planejamento e por vezes irregular, resultando em uma tendência a enchentes durante eventos de cheias. A Avenida Tancredo Neves é historicamente um dos pontos mais afetados por alagamentos, associados a deficiências no escoamento da água das chuvas em direção ao ribeirão, apesar de os impactos das precipitações intensas terem sido reduzidos após a realização de obras de drenagem, construção de ramais de coleta de água, abertura de galerias e gabiões entre 2007 e 2008.
A nascente do ribeirão Caladinho está situada no bairro Caladinho, nas proximidades de um loteamento. Atravessa então de norte a sul os bairros Industrial Novo Reno, Morada do Vale, Universitário, Aparecida do Norte, Jacinto das Neves, Vila São Domingos, Aldeia do Lago e Santa Terezinha II, considerando a divisão reconhecida pelo Instituto Brasileiro de Geografia e Estatística (IBGE). Ao percorrer cerca de 12 km, o manancial chega à foz no rio Piracicaba. Em diversos trechos, incluindo a área que intercepta o interior do campus do Centro Universitário Católica do Leste de Minas Gerais (Unileste), seu curso é canalizado. Com 9 km², sua sub-bacia limita-se com a sub-bacia do ribeirão Caladão e faz parte da sub-bacia do rio Piracicaba que, por sua vez, está inserida na bacia do rio Doce.

## Ecologia e meio ambiente

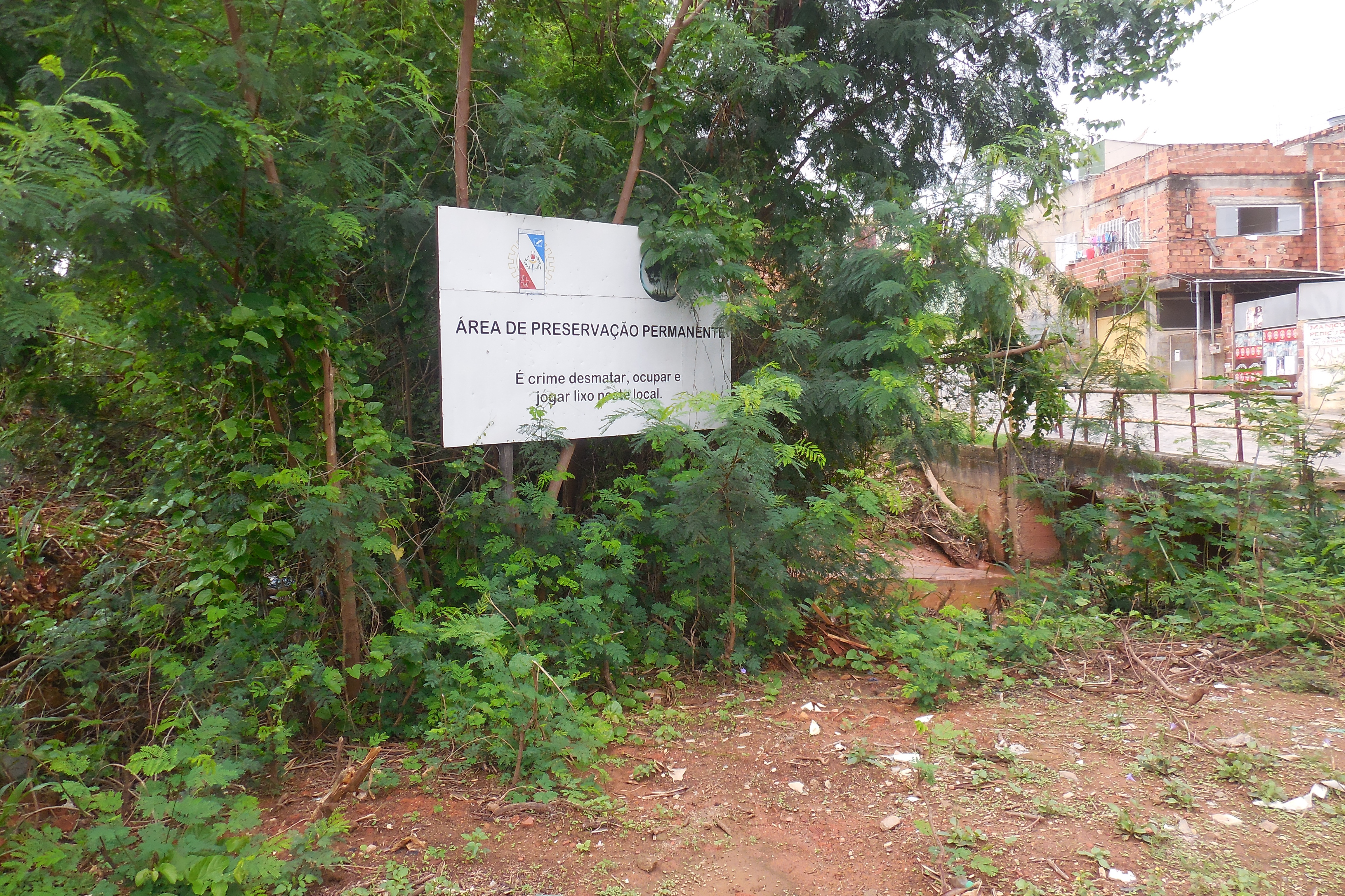
Local demarcado como Área de Proteção Permanente (APP) na margem do ribeirão Caladinho no bairro Aparecida do Norte

O ribeirão foi severamente corrompido pelo lançamento de esgoto sem tratamento em sua calha urbana. Em 2004, começou a ser estudada a construção de uma estação de tratamento de esgoto (ETE), que a princípio estaria situada entre os bairros Mangueiras e Santa Terezinha II e atenderia à demanda dos cursos hidrográficos da cidade. No entanto, o projeto foi interrompido devido ao temor de odores por parte dos moradores dessa região. Nos anos seguintes foram instaladas as redes coletoras e interceptores, mesmo sem uma posição consolidada sobre a localização da ETE.
Somente em 2019 foi autorizada a operação de uma estação de tratamento no bairro Limoeiro, em Timóteo, com a intenção inicial de atender a 165 mil habitantes de ambas as cidades. Apesar do início do tratamento das águas residuais, o despejo irregular de lixo e entulho nas margens do manancial também pode ser observado em alguns trechos, intensificando a contaminação do leito. Além disso, sua cabeceira foi utilizada clandestinamente para a construção civil, sendo que após 300 metros as águas já são consideradas como fora dos parâmetros do Conselho Nacional do Meio Ambiente (CONAMA), não podendo ser consumida e ter contato evitado. Ainda assim, há uma considerável quantidade de pessoas, inclusive crianças, que utilizam as águas para irrigação de hortaliças, para a coleta de material reciclável ou mesmo para o lazer.
Durante o período chuvoso, que normalmente vai de outubro até abril, as áreas mais baixas são afetadas pelas enchentes. Além do recebimento de poluentes, impactos como assoreamento e danos à biodiversidade também foram registrados no curso do ribeirão. Há locais demarcados como áreas de proteção permanente (APPs), muitos dos quais sofreram ocupações. A prefeitura realiza regularmente a capina, limpeza e a remoção do entulho em espaços públicos e disponibiliza "ecopontos" pela cidade para o descarte de restos de construção, móveis e galhadas, porém o despejo em lugares indevidos é feito pela própria população. Para amenizar esse quadro, recorrentemente são realizados projetos de educação ambiental nas escolas da cidade ou que envolvam a população em geral, ministrados tanto pela prefeitura quanto por instituições ambientais.